# Émile Loubet
Émile Loubet (30. prosince 1838 Marsanne, Drôme – 20. prosince 1929 Montélimar, Drôme) byl francouzský politik, v roce 1892 několik měsíců předseda vlády a v letech 1899 až 1906 francouzský prezident.

## Život a politická kariéra
Narodil se v roce 1838. V roce 1863 získal doktorát z práv. Po pádu druhého císařství a nastolení třetí republiky v roce 1870 se stal vytrvalým podporovatelem Léona Gambetty a současně starostou Montélimaru. V roce 1876 byl za Montélimar zvolen do poslanecké sněmovny, o rok později byl jako poslanec zvolen znovu, ačkoli v tom samém roce přestal být kvůli sporům s vládou starostou města.
V roce 1885 vstoupil do Senátu. V letech 1887–1888 byl ministrem ve vládě Pierra Tirarda. V roce 1892 jej prezident a současně jeho osobní přítel Sadi Carnot požádal o sestavení nové vlády – tento kabinet však padl už po několika měsících v důsledku tzv. Panamské aféry. Sám Loubet se nicméně stal ministrem vnitra v nové vládě Alexandra Ribota.
Loubetova reputace coby státníka a silného a srozumitelného řečníka postupně rostla, díky čemuž se v roce 1896 stal předsedou Senátu a v roce 1899 dokonce francouzským prezidentem – získal 483 hlasů, zatímco bývalý předseda vlády Jules Méline, jeho jediný vážný soupeř, získal pouhých 279 hlasů. Loubet tak v úřadu nahradil Félixe Faureho.
Počátek jeho prezidentství ovlivňovaly dozvuky Dreyfusovy aféry. Dreyfusovi byl v roce 1899 po obnoveném procesu v Rennes uložen nový dlouholetý trest vězení; Loubet však trest na návrh ministra války markýza de Gallifet Dreyfusovi prominul. Dalším politickým tématem třetí republiky se stala odluka církve od státu; již v dubnu 1905 byl odvolán francouzský velvyslanec ve Vatikánu a v červenci téhož roku rozluku odhlasovala poslanecká sněmovna.
Loubet zemřel v roce 1929 ve věku 90 let v Montélimaru.

## Vyznamenání
- velkokříž Řádu etiopské hvězdy – Etiopské císařství, 1899[1]
- velkokříž Řádu čestné legie – Francie, 1899[1]
- Řád chryzantémy – Japonsko, 1899[1]
- rytíř Řádu černé orlice – Prusko, 1899[1]
- rytíř Řádu svatého Ondřeje – Ruské impérium, 1899[1]
- rytíř Řádu svatého Alexandra Něvského – Ruské impérium, 1899[1]
- Řád svaté Anny I. třídy – Ruské impérium, 1899[1]
- Řád svatého Stanislava I. třídy – Ruské impérium, 1899[1]
- Řád bílého orla I. třídy – Srbsko, 1899[1]
- rytíř Řádu Serafínů – Švédsko, 17. dubna 1899[1]
- velkostuha Řádu Leopoldova – Belgie, 1900
- rytíř Řádu slona – Dánsko, 1. listopadu 1900[2]
- rytíř Řádu zvěstování – Italské království, 1901[3]
- velkokříž Řádu nizozemského lva – Nizozemsko, 1902[4]
- rytíř Nassavského domácího řádu zlatého lva – Lucembursko, 1902[4]
- velkokříž s diamanty Řádu svatého Alexandra – Bulharsko, 1902[5]
- rytíř Řádu zlatého rouna – Španělsko, 22. června 1902[6]
- velkokříž Řádu věže a meče – Portugalsko, říjen 1902[7]
- rytíř Řádu Mahá Čakrí – Siam, 29. srpna 1902[8]
- rytíř Řádu Norského lva – Švédsko-norská unie, 1. prosince 1904[9]